# Pristimantis brevifrons
Pristimantis brevifrons é uma espécie de anfíbio  da família Craugastoridae. É endémica de Colômbia. Está ameaçada por perda de habitat.